# Braun András
Braun András (Miskolc, 1967. szeptember 29. – Budapest, 2015. szeptember 12.) festő, az újkonceptuális festészet képviselője.

## Pályafutása
1989 és 1995 között a Magyar Képzőművészeti Főiskolán tanult festő szakon, mestere Károlyi Zsigmond volt. 1995 és 1997 között posztgraduális képzésen vett részt a Magyar Képzőművészeti Főiskolán.
Sajátos, összetéveszthetetlen, egyéni stílust alakított ki az 1990-es évek közepén Braun András. Nem-ábrázoló jellegű, geometrikus elemekből és struktúrákból álló, telített színekből építkező művei szinte vibrálnak, dinamikát és energiát sugároznak. Kemény szemmunkára kényszerítik a nézőt, aki intenzív optikai élményben részesül

## Egyéni kiállítások
- 2017 80 Kollázs – Válogatás Braun András Kollázsaiból – Resident Art Budapest
- 2015 Rotary szegmens – Új művek és albumbemutató – A.P.A. Galéria, Budapest
- 2013 A NIPP korszak kezdete Flux Galéria, Budapest
- 2012 Rituális virtualitás Nextart Galéria, Budapest
- 2011 Elmozduló énközpont Templomgaléria, Eger
- 2011 Agyváltó Neon Galéria, Budapest
- 2010 Art Moments (Bek Balla Mónikával közösen) Colorbar, Budapest
- 2010 Szolidáris vidámpark (Bek Balla Mónikával közösen) Nemzeti Színház, Budapest
- 2009 Brown-mozgás Acb Kortárs Művészeti Galéria, Budapest
- 2008 Szemtől-szembe, óráról-órára, Acb Kortárs Művészeti Galéria, Budapest
- 2008 Festmények, Café Eklektika, Budapest
- 2007 Kronosz és Tsai, Acb Kortárs Művészeti Galéria, Budapest
- 2006 Önindító Acb Kortárs Művészeti Galéria, Budapest
- 2006 Művészetek Háza, Miskolc
- 2005 Follow me, Acb Kortárs Művészeti Galéria, Budapest
- 2004 HU.GO, Acb Kortárs Művészeti Galéria, Budapest
- 2004 MU Színház, Budapest
- 2003 Verso, Acb Kortárs Művészeti Galéria, Budapest
- 2003 Egy sima, egy fordított, Irokéz Galéria, Szombathely (Ádám Zoltánnal együtt)
- 2001 Anuus Patium, Bank Center, Budapest
- 2001 Tűzözönvíz, Városi Kiállítóterem, Tiszaújváros
- 2001 ION, Deák Erika Galéria, Budapest
- 2000 Diana és Hubertus, Szombathelyi Képtár
- 2000 029, Deák Erika Galéria, Budapest
- 1998 Kortárs Művészeti Intézet, Dunaújváros

Sírja a Deszka temetőben

- 1997 Stúdió Galéria, Budapest
- 1996 Mű-terem Galéria, Budapest
- 1993 Tam-Tam Galéria, Budapest
- 1992 Hangár, Budapest
- 1991 Folyamat Galéria, Budapest

## Válogatott csoportos kiállítások
- 2015 Map of the new art Island of San Giorgio Maggiore, Velence
- 2015 Képzőművészet Itt és most Műcsarnok, Budapest
- 2015 A Magyar festészet napja Bálna, Budapest
- 2014 Élő kortárs festészet – A Magyar festészet napja Bálna, Budapest
- 2014 Miskolci téli tárlat Miskolci Galéria, Miskolc
- 2014 Haunted Lounge Nextart Galéria, Budapest
- 2013 Repülés” Váci Mihály Művelődési Ház, Veresegyház
- 2012 Mi a Magyar? Kortárs válaszok Műcsarnok, Budapest
- 2012 A magyar festészet napja Magyar Nemzeti Galéria Budapest
- 2012 Stúdióshow 1/2/3 Budapest
- 2011 Space Metal Rákóczi-ház, Miskolc
- 2011 Hibriditás a Kárpátok között Az Irokéz gyűjtemény és a rendszerváltás Modem, Debrecen
- 2009 Absztrakt és erotika ’69 B55 Galéria, Budapest
- 2009 Art Fanatics Műcsarnok, Budapest
- 2008 Na mi van? Műcsarnok, Budapest
- 2008 Diszkréció-VI. Miskolci Művésztelep zárókiállítása, Bartók 32 Galéria, Budapest
- 2008 Szelekció 10 éves jubileumi kiállítás, Deák Erika Galéria, Budapest
- 2008 Az idő legújabb cáfolata Irokez Collellection Magyar Nemzeti Galéria, Budapest
- 2008 Mecénásnapok Műcsarnok, Budapest
- 2007 Brüsszeli Magyar Intézet, Brüsszel, Belgium (acb Galéria)
- 2007 Diszkréció-VI. Miskolci Művésztelep zárókiállítása, Miskolci Galéria, Miskolc
- 2007 Születési helye: Miskolc, Miskolci Galéria, Miskolc
- 2006 10 éves a Strabag (Díjazottak kiállítása), Lüdwig Múzeum, Budapest
- 2005 Generally Believed, Collegium Hungarikum, Berlin, Németország
- 2005 Achille piotti Galéria, Geneva Svájc
- 2005 Magyar EU-Ház Brüsszel
- 2005 Téli Tárlat, Miskolci Galéria
- 2004 Technoreal Kortárs Művészeti Intézet, Dunaújváros
- 2003 Friss művek egy hétig Műcsarnok, Budapest
- 2003 Bemutatkozó kiállítás ACB Kortárs Művészeti Galéria, Budapest
- 2003 Válogatás ACB Kortárs Művészeti Galéria, Budapest
- 2003 Cím nélkül Kortárs Művészeti Intézet, Dunaújváros
- 2003 Krém, MEO Kortárs Művészeti Gyűjtemény, Budapest
- 2003 Mit – Miért? Állandó Kiállítás megnyitó Szombathelyi Képtár, Szombathely
- 2002 Derkovits ösztöndíjasok beszámolója, Ernst Múzeum, Budapest
- 2002 Derkovits ösztöndíjasok kiállítása, Moszkva, Oroszország
- 2002 K&H Private Banking kiállítása Budapest
- 2002 Homogene, Cadre Rouge Galéria Budapest
- 2002 Világvége fesztivál, Szimpla Budapest
- 2001 Dialógus, Műcsarnok. Budapest
- 2001 Véletlen munkák, Artpool, Budapest
- 2001 Derkovits ösztöndíjasok beszámolója, Ernst Múzeum, Budapest
- 2001 6X Ungarn, Kunstlerhaus, Passau, (Németország)
- 2001 Irokéz gyűjtemény, Műcsarnok. Budapest
- 2001 Irokéz gyűjtemény, Szombathely
- 2000 MM-Végtelen, Deák Erika Galéria, Budapest
- 2000 Derkovits ösztöndíjasok beszámolója, Ernst Múzeum, Budapest
- 2000 Nyáridő, Deák Erika Galéria, Budapest
- 2000 Párbeszéd, Deák Erika Galéria, Budapest
- 2000 Markt9, König Albrecht Haus, Lipcse, (Németország)
- 2000 Junge Kunst Ungarn, Drezdner Bank, München, (Németország)
- 1999 Magyar Aszfalt Festészeti Díj, Kortárs Művészeti Múzeum – Ludwig Múzeum, Budapest
- 1999 Remix, Pécsi galéria
- 1999 Budapesti Anzix, Fészek Galéria, Budapest
- 1999 Minta, Műcsarnok, Budapest
- 1999 Kunstgang Ungarn, Hellhof, Kronberg
- 1999 Kunstgang Ungarn, Karmelitenkloster, Frankfurt am Main
- 1999 The Firt Austrotel Contemporary Art Fair, Bécs, (Ausztria)
- 1999 Trafik, Eszterházy Kastély, Eisenstadt (Ausztria)
- 1999 Antólógia, Kortárs Művészeti Múzeum – Ludwig Múzeum, Budapest
- 1999 Obserwatorium, Zamek Ujazdowski, Varsó (Lengyelország)
- 1999 Holtjáték, Kortárs Művészeti Intézet, Dunaújváros
- 1999 Fekete pénz, Lengyel Intézet, Budapest
- 1999 Open Studio, Gasworks, London (Nagy-Britannia)
- 1999 Polgár Galéria, Budapest
- 1997 Trafik, Szombathelyi Képtár
- 1997 Morawska Galeria, Brno (Cseh Köztársaság)
- 1997 Új Stúdió Tagok, Duna galéria, Budapest
- 1997 Olaj/Vászon, Műcsarnok, Budapest
- 1997 Új szerzemények, Kortárs Művészeti Intézet, Dunaújváros
- 1996 Gallery by slideI, Liget Galéria, Budapest
- 1996 Dreamhome, Sátorfesztivál, Margitsziget
- 1996 > K < mint Kimera, Szombathelyi Képtár
- 1995 Hótár, Vízivárosi Galéria, Budapest
- 1994 Hang, Magyar Képzőművészeti Főiskola, Budapest
- 1993 Vajda Lajos Stúdió, Szentendre
- 1992 Fény/Volt, Magyar Képzőművészeti Főiskola, Budapest
- 1989-90 Berlin-Ambiente – Budapest, Berlin, Párizs

## Művészeti vásárok
- 2003 KRÉM MEO Art Fair Kortárs Művészeti Gyűjtemény, Budapest
- 2004 KunstKöln
- Antik enteriör Műcsarnok, Budapest
- Karácsonyi vásár Kogart Ház, Budapest
- 2005 ViennaFair, Bécs
- Antik enteriör Műcsarnok, Budapest
- 2006 Plug Műcsarnok, Budapest
- Arte Fiera, Bologna
- Viennafair, Bécs
- 2007 ArtFair Bologna
- ArtFair, Bécs
- 2012 Artplacc Tihany
- 2013 Art Market, Budapest

## Díjak, elismerések
- 1995: Ludwig Alapítvány ösztöndíja; Ludwig Alapítvány I. díja
- 1995: Artist Residence, Gasworks, London
- 1998: Soros Alapítvány ösztöndíja; Artist in Residence, Gasworks, London
- 1999: Magyar Aszfalt Festészeti Díj II. díja
- 1999-2001: Derkovits Gyula Állami ösztöndíj
- 2000: Budapest Galéria Frankfurti ösztöndíja
- 2003: Axa Colonia I. díja
- 2005: Miskolc Város képzőművészeti Ösztöndíja
- 2003, 2006, 2011, 2013, 2014, 2015: Nemzeti Kulturális Alap Alkotói ösztöndíja

## Bibliográfia
- Szoboszlai János: Hang, Árvai György, Beviz József, Braun András, Kiss Péter, Nemes Csaba, Veress Zsolt kiállítása, Balkon, 1994/10
- Petrányi Zsolt: Olaj / vászon katalógus, 1997
- Petrányi Zsolt: Observatorium katalógus 1997
- Fabényi Júlia: Trafik katalógus 1997
- Tolvaly Ernő: K, mint Chimera, Balkon, 1997/4-5.
- Sissova: Braun András Dunaújvárosban, Mr. Brown és az ördögi körök, Magyar Narancs, 1998. február 12.
- Rajz Helga Eszter: Az élet körei, Balkon, 1998/3.
- Radák Eszter: Antológia, Balkon, 1998/4.
- Kollár József: Termékváltás a metaforagyárban, Új művészet, 1998/8.
- Készman József: Az avantgard avantgardja?! Új művészet, 1998/12
- Szilágyi Szilvia: Körképek – Braun András festményei Octogon 2000 1. szám
- Kozma G.: Pöttyök után Braun, Vas népe 2000. január 10.
- Kozma G.: Nem Vasarely, Diana és Hubertus, Vas népe 2000. január 13.
- Sisso: Szépállomás, Braun András tárlata és Anyma sound system-party Szombathelyen, Mancs, 2000. január 13.
- Osvárt Judit: Több szempontból, Tér és Rend 2000. április-május
- Szilágyi Szilvia: Tárlat, Nyár Magyar Narancs 2000. július 13.
- Buliczka Tünde: Párbeszéd képekben Népszabadság 2000. szeptember 19.
- Petrányi Zsolt: Junge Kunst Ungarn / Young Artists in Hungary 2000. szeptember-október
- Thomas Vogl: 6X Ungarn, Passauer Kunst Blatter 28 2/2001
- Szoboszlai János: Irokéz collection katalógus 2001
- Ágnes Berecz: Contemporary Hungarian Painters, In association with the Shashoua Collection, Selected and edited by Eva Skelley 2001
- Cserna Szabó András: A 10 legjobb dolog, amit a magyar ember evés közben csinál, Gusto 2002. II. évf. 4. szám
- Ébli Gábor: Kortárs-gyűjtés a kilencvenes években: A fiatalok felfutása, Privart 2002/2
- Hudra Klára: Otthonról jössz és hazatérsz: Friss művek a Műcsarnokban Új Művészet, április
- Szoboszlai János: Optikai stimuláció Braun András struktúra festményeiről, Artmagazin 2004. november
- Szoboszlai János: Optikai stimuláció Braun András struktúra festményeiről, St. Andrea magazin 2005
- Hajdú István: A (nem) nézhetetlen festmény – Braun András: Follow me c. kiállításáról, Magyar Narancs 2005. március 31.
- Valeczky Gabrielle: Kaleidoszkóp vászonból, Népszabadság, 2005. március 11.
- Kishonty Zsolt: Diszkréció A VI. Miskolci Művésztelep zárókiállítása Balkon szeptember
- Perenyei Mónika: Az idő technológiái és a jelenlét technikája Gondolatok Braun András Kronos és Tsai kiállítása kapcsán, Balkon 2007. október
- Perenyei Mónika: Gondolati vertigo Braun András kép-festményei kapcsán, Artmagazin 2007. november
- Dr. Petrányi Zsolt: Horror vacui – válogatás Somlói Zsolt és Spengler Katalin kortárs gyűjteményéből 2007
- Andrási Gábor-Petrányi Zsolt-Szoboszlai János: Irokéz collection Katalógus 2008